# Здание, в котором размещался штаб 1-го экспедиционного партизанского отряда
Здание, в котором размещался штаб 1-го экспедиционного партизанского отряда — здание в городе Советская Гавань Хабаровского края, расположенное по адресу ул. Советская, д. 16. Объект культурного наследия Российской Федерации.

## История
Здание было построено в 1914 году для размещения почтово-телеграфного опорного пункта.
Весной 1922 года из бухты Ольга в Императорскую Гавань был отправлен отряд под командованием В. С. Колесниченко. В апреле 1922 года он прибыл в село Знаменское (ныне — восточная окраина Советской Гавани). В Императорской Гавани была установлена Советская власть, а сама Гавань, по инициативе Колесниченко, была переименована в Советскую. Штаб отряда разместился здании почтово-телеграфного опорного пункта, над которым был вывешен красный флаг.
До 20 марта 1962 года здание было служебным зданием в/ч 2020. С 1962 года до конца 2000-х годов в нём размещался советско-гаванский главпочтампт (затем центральное почтовое отделение города переехало на ул. Пионерская). В настоящее время в здании располагается Управление Почты России по Советско-Гаванскому району.
В 1957 году на здании была установлена памятная доска.

## Описание здания
Здание расположено по адресу улица Советская, дом 16, на углу улиц Советской и Партизанской. Представляет собой одноэтажное бревенчатое здание на кирпичном ступенчатом белёном цоколе под двускатной стропильной крышей, прямоугольное в плане (46x11 м). Имеет три входа: на восточном, северном и западном фасадах. Главный вход — западный, увенчан треугольным фронтоном, имеет крыльцо. К восточному фасаду в южной оконечности Г-образно пристроен более поздний прямоугольный (в плане 20×7 м.) объём под двускатной крышей. Северный фасад имеет веранду. Южный, западный, северный фасады обшиты тесом. Окна этих фасадов укреплены наличниками с завершением в виде треугольных фронтонов и геометрическим накладным декором.
В 7 м левее главного входа, на высоте 250 см установлена литая стальная доска 59x45 см с барельефной надписью:
Здесь в бывшем здании почтово-телеграфного опорного пункта, летом 1922 года помещался штаб 1-го экспедиционного партизанского отряда под командованием Василия Степановича Колесниченко, установившего советскую власть в нашем районе.
Полы деревянные дощатые по балкам, окрашены масляной краской, стены и потолки оштукатурены и побелены, двери фаленчатые, окна двойные.